# جون أفري
جون أفري (بالإنجليزية: John Avery)‏ هو لاعب كرة قدم أمريكية ولاعب كرة قدم كندية أمريكي، ولد في 11 يناير 1976 في ريتشموند في الولايات المتحدة.

## وصلات خارجية
- جون أفري على موقع مرجع كرة القدم المحترفة.كوم (الإنجليزية)
- جون أفري على موقع JustSportsStats.com (الإنجليزية)